# Oratorio della Madonna della Neve (Villamagna)
L'oratorio della Madonna della Neve è un edificio di culto situato a Villamagna, nel comune di Volterra, in provincia di Pisa, diocesi di Volterra.

## Storia
Fu edificato alla fine del XVII secolo per conservare un venerato affresco, fino ad allora custodito in un tabernacolo stradale, raffigurante la Madonna con il Bambino, attribuito per la semplicità compositiva e l'intento arcaicizzante a Pier Francesco Fiorentino (XV secolo).
In questo oratorio, oltre alla festa della Madonna della Neve che si celebra il 5 agosto, ha luogo anche la festa della Madonna del Ringraziamento, detta anche festa della Madonna del Tifo, che si celebra la seconda domenica di ottobre con grande concorso di popolo. Si tratta dello scioglimento di un voto fatto dalla popolazione di Villamagna per lo scampato pericolo da un'epidemia di tifo, che nel XIX secolo mieté vittime in tutto il territorio: l'evento viene ancor oggi ricordato da una festa religiosa le cui spese vengono sostenute dalle famiglie del borgo.